# Sonia Kruger
Sonia Melissa Kruger (Toowoomba, 28 agosto 1965) è una conduttrice televisiva, conduttrice radiofonica e personaggio televisivo statunitense.

## Biografia
Sonia Kruger ha avviato la sua carriera presentando Wonder World su Nine Network e come inviata in Today Tonight, Sunrise e 11AM. Ha condotto undici edizioni della versione australiana di Ballando con le stelle, il reality 10 Years Younger in 10 Days e il programma mattutino Today Extra. Negli anni 2010 ha condotto le versioni australiane di Grande Fratello e The Voice ed è diventata giudice di Australia's Got Talent.